# کلید اسرار
کلید اسرار (به ترکی استانبولی: Sırlar Dünyası) نام یک مجموعه تلویزیونی ساخت شبکه سامان یولو کشور ترکیه در ژانر پند آموز است. دو فصل این مجموعه تلویزیونی در سال‌های ۱۳۸۶ و ۱۳۸۷ از شبکه پخش شده‌است. بخش‌هایی از این مجموعه تلویزیونی نیز با نام سریال قطره‌ای عبرت در تلویزیونی ایران دوبله و پخش شد.

## برنامه پخش
| فصل‌ها | شروع فصل                | پایان فصل              | تعداد قسمت هر فصل | محدوده قسمت‌ها | سال پخش فصل | شبکه تلویزیونی |
| ----- | ----------------------- | ---------------------- | ----------------- | ------------- | ----------- | -------------- |
| فصل ۱ | ۵ اِیلول (سپتامبر) ۲۰۰۳  | ۱۸ هازیران (ژوئن) 2004 | 40                | 1 - 43        | 2003-2004   | Samanyolu TV   |
| فصل ۲ | ۳ اِیلول (سپتامبر) ۲۰۰۴  | ۲۸ هازیران (ژوئن) 2005 | 42                | 43 - 83       | 2004-2005   | Samanyolu TV   |
| فصل ۳ | ۷ اِیلول (سپتامبر) ۲۰۰۵  | ۲۸ هازیران (ژوئن) 2006 | 42                | 84 - 106      | 2005-2006   | Samanyolu TV   |
| فصل ۴ | ۱۲ اِیلول (سپتامبر) ۲۰۰۶ | ۲۴ هازیران (ژوئن) 2007 | 39                | 106 - 376     | 2006-2007   | Samanyolu TV   |
| فصل ۵ | ۲۰ کاسِم (نوامبر) ۲۰۰۷   | ۱ تِمّوز (جولای) 2008    | 31                | 377 - 408     | 2007-2008   | Samanyolu TV   |